# 참찬관
참찬관(參贊官)은 고려와 조선시대 국왕에게 경서(經書) 강론 및 경연(經筵)에 참여하였던 정3품의 당상관 직책이다. 조선 개국후 태종 재위시끼지 비공식적으로 실시해 왔던 경연을 세종이 즉위하자 즉위 원년에 공식적으로 정례화하고 주 경연관인 하연을 비롯한 3인을 처음으로 정3품의 정식 관직의 당상관인 참찬관으로 임명했다. 

## 내용
참찬관 또는 경연관은 학문과 인품이 탁월한 문관으로서 겸직시키는 것이 보통이었다. 왕조시대에 가장 명예로운 벼슬로서 여러 가지 특별 대우를 받는 청화직(淸華職)이었다.
우리나라의 참찬관은 고려 초기부터 설치되었던 것으로 생각되나, 1132년(인종 10) 정원(鄭沅)·윤언이(尹彦頤)·정지상(鄭知常) 등이 경연에서 진강한 것이 최초의 기록이다. 인종은 서적소(書籍所)를 설치하고, 유신들을 번갈아 인접하여 강학하기도 하였다.
경연은 몽고 간섭기에 서연(書筵)으로 강등되어 경연관도 서연관으로 개칭되었으나, 1390년(공양왕 2)에 복원되었고, 관제도 재정비되었다. 이때의 경연관은 영경연사(領經筵事) 2인, 지경연사(知經筵事) 2인, 동지경연사(同知經筵事) 2인, 참찬관 4인, 강독관 2인, 검토관 4인이었다. 심덕부(沈德符)가 영경연사, 정몽주(鄭夢周)·정도전(鄭道傳)이 지경연사에 임명되었다. 이는 조선시대 경연 관제의 기초가 되었다.
조선왕조 개창 직후인 1392년(태조 1) 7월의 관제 제정 시에 이것이 대체로 계승되었다. 1419년(세종 1)에 하연을 처음으로 참찬관으로 임명하고 난 뒤에 1420년(세종 2) 새로 설치한 집현전 내의 경연 전담부서가 전담하게 하였다. 1437년부터는 집현전 관원 20인 중 10인은 경연관, 10인은 서연관을 겸하게 하였다. 이때 사경(司經) 등의 하위직이 신설되었다.
경연 관제는 성종 때 최종적으로 정비하여 『경국대전(經國大典)』에 법제화하였다. 즉 정1품 영사 3인, 정2품 지사 3인, 종2품 동지사 3인, 정3품 당상참찬관 7인, 그리고 정4품 시강관, 정5품 시독관(侍讀官), 정6품 검토관(檢討官), 정7품 사경(司經), 정8품 설경(說經), 정9품 전경(典經)이었다.
영사는 삼정승이 겸했고, 참찬관 이상은 중신(重臣)들 가운데서 선임하였다. 시강관 이하는 홍문관 관원들이 겸직하게 하였다. 또, 문·무 2품 이상 관원 중에서 별도의 경연특진관을 선임하기도 하였다. 경연관을 선정할 때는 대신들과 이조의 당상관들이 빈청(賓廳 : 궁궐 내의 회의실)에 모여 협의한 뒤 후보자를 초록하여 상주하였다.
경연 진강 때마다 모든 경연관들이 참여하는 것은 아니었다. 조선 초기에는 보통 동지사 이상 1인, 참찬관 1인, 시독관 이하 4, 5인 정도가 참여하였다. 그러나 조선 후기에는 보다 많은 인원이 진강에 참가하였다. 1581년(선조 14) 성혼(成渾)이 재야학자로서 경연에 참여한 이래, 초야의 학자들 중에서 경연관으로 초빙되는 사례가 많아지게 되었다. 그들을 세칭 산림(山林)이라 불렀다. 경연관들은 왕의 학문 지도가 주임무였지만, 군주의 치도를 강론하기도 했고, 중요 정치 문제를 토의하기도 하였다.

## 시대 구분

### 고려
고려 공양왕 때 이성계가 서연을 경연으로 승격시킨 뒤 직제 개편하면서 처음으로 나타났다. 정원은 4명으로 모두 승지였다. 

### 조선
조선왕조 최초의 참찬관은 세종조에 영의정을 지낸 명재상 하연이 1419년 세종 원년에 임명되었으며, 이후 정원은 5명이었다가 6명으로 늘었났다. 성종 때 홍문관(弘文館)의 부제학(副提學)이 참찬관을 겸하게 되면서 승정원(承政院)의 6승지(承旨)와 홍문관(弘文館)의 부제학(副提學) 1명, 총 7명으로 구성되었다. 이후 《경국대전》 편찬시 이를 법제화하였다.

## 참고 문헌
- 『고려사(高麗史)』
- 『태조실록(太祖實錄)』
- 『태종실록(太宗實錄)』
- 『세종실록(世宗實錄)』
- 『성종실록(成宗實錄)』
- 『경국대전(經國大典)』
- 『경연일기(經筵日記)』
- 『증보문헌비고(增補文獻備考)』

## 같이 보기
- 하연
- 경연